# Zagórze (Skierniewice)
Pour les articles homonymes, voir Zagórze.
Zagórze est une localité polonaise de la gmina de Słupia, située dans le powiat de Skierniewice en voïvodie de Łódź.